# Grabower Altar

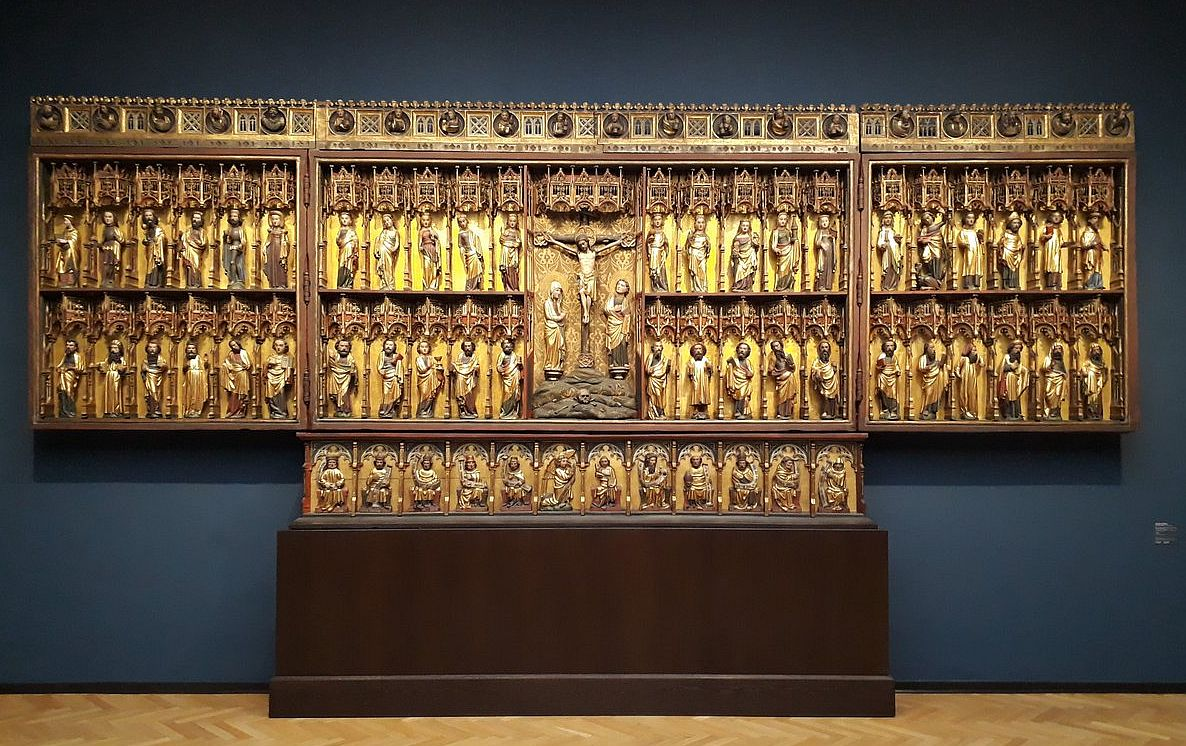
Grabower Altar

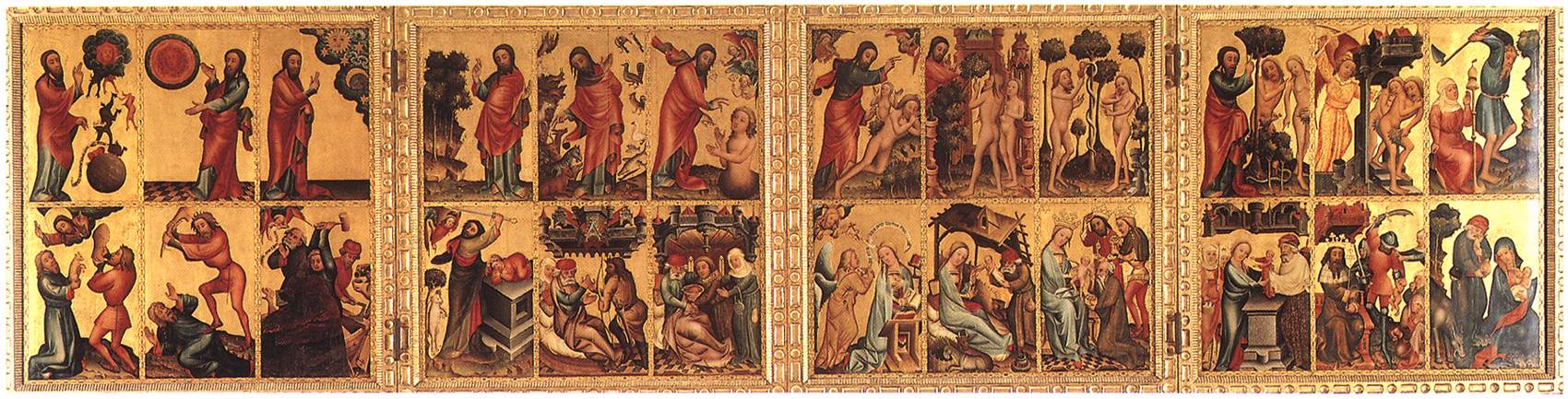
Meister Bertram von Minden, Grabower Altar

Der Grabower Altar in der Hamburger Kunsthalle ist ein spätgotischer Flügelaltar. Er ist das Hauptwerk Meister Bertrams von Minden und entstand 1379–1383.

## Geschichte
Bei dem Werk handelt es sich um den früheren Hochaltar der Hamburger St.-Petri-Kirche. Er ist einer der ältesten vollständig erhaltenen Flügelaltare Norddeutschlands. Aus der St.-Petri-Kirche war er im 18. Jahrhundert nach Grabow in Mecklenburg gebracht worden, weil die dortige Stadtkirche durch einen Brand ihren Altar verloren hatte. Durch diesen Ortswechsel blieb er von dem verheerenden Hamburger Brand von 1842, der auch die St.-Petri-Kirche zerstörte, verschont. Lange Zeit wurde er für ein Werk Lübecker Meister gehalten, erst 1902 identifizierte Friedrich Schlie ihn als Werk von Meister Bertram. Alfred Lichtwark, Direktor der Hamburger Kunsthalle, erwarb daraufhin den Grabower Altar für deren Sammlung. Im Februar 1903 wurde der Altar in die Hamburger Kunsthalle gebracht. Die Entdeckung des Altars in der Grabower Kirche begründete die Erforschung der spätmittelalterlichen Tafelmalerei Norddeutschlands.
In den Grundzügen stimmt das Landkirchener Retabel aus dem Umfeld Meister Bertrams mit dem Grabower Altar überein.

## Beschreibung
Der Klapp- bzw. Flügel-Altar war ursprünglich im Chor von St. Petri aufgestellt. Er ist im geöffneten Zustand 7,26 Meter breit und 2,77 Meter hoch. Der Altar besteht aus einem Mittelschrein, vier Flügeln, einer Predella und einer bekrönenden Maßwerkleiste. Zum Altar gehören 79 Schnitzfiguren sowie 24 einzelne Tafelbilder.
Die im geschlossenen Zustand sichtbaren Außenseiten des äußeren Flügelpaars haben ihre ursprüngliche Bemalung verloren, lediglich Reste einer nachträglichen Übermalung sind erhalten. Klappt man sie auf, erscheinen ihre bemalten Innenseiten, in der Mitte sieht man die bemalten Rückseiten der beiden inneren Flügel. Faltet man die inneren Flügel auf, so sieht man ihre geschnitzten Innenseiten und den geschnitzten Mittelschrein. Die Predella und der bekrönende Maßwerk-Kamm sind mit weiteren Schnitzfiguren verziert. Im geöffneten Zustand ist der Flügelaltar vollständig mit geschnitzten Figuren geschmückt, der geschlossene Zustand und die erste Öffnung zeig(t)en Gemälde.

### Tafelbilder

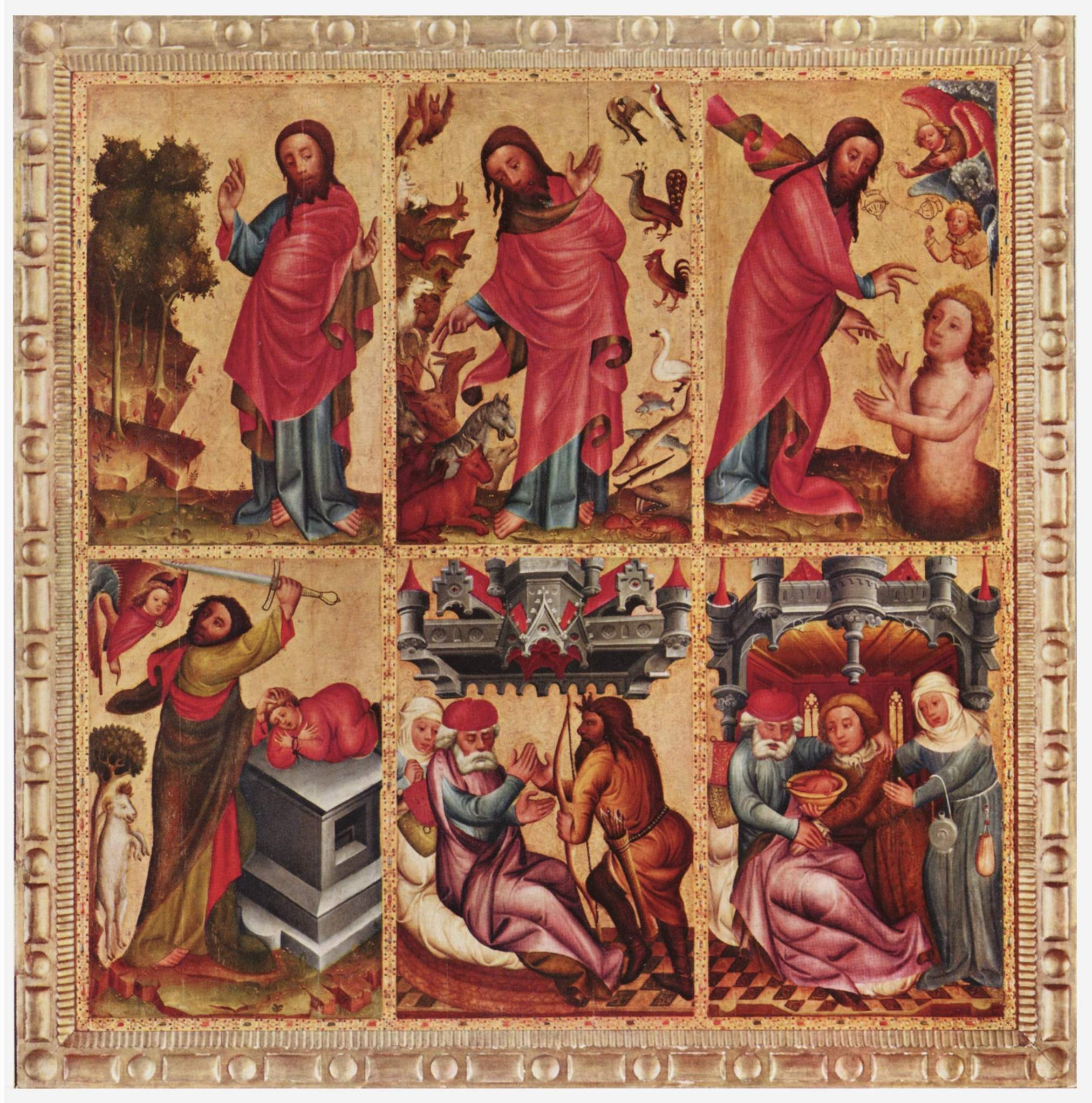
Zweite Tafel

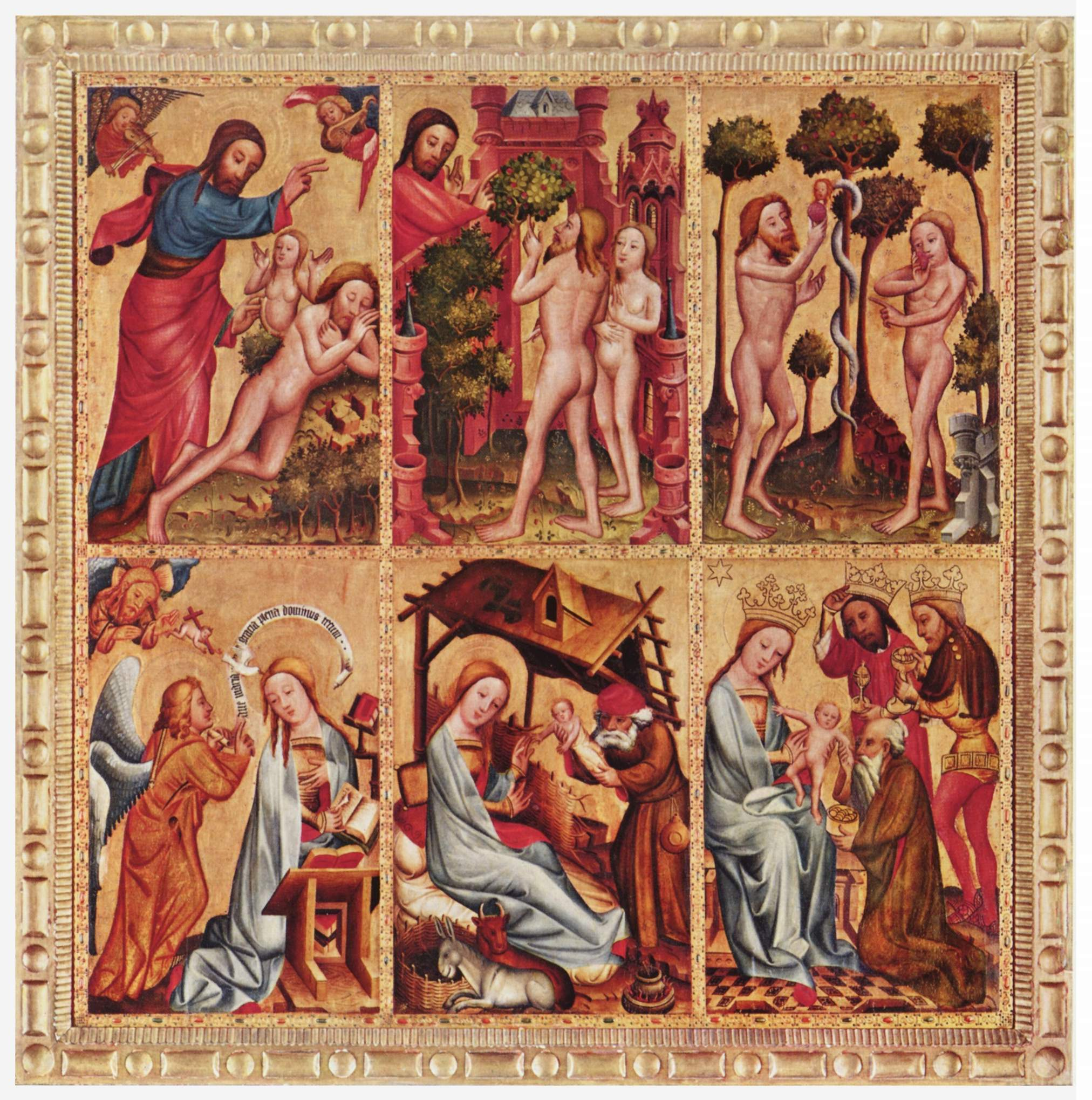
Dritte Tafel

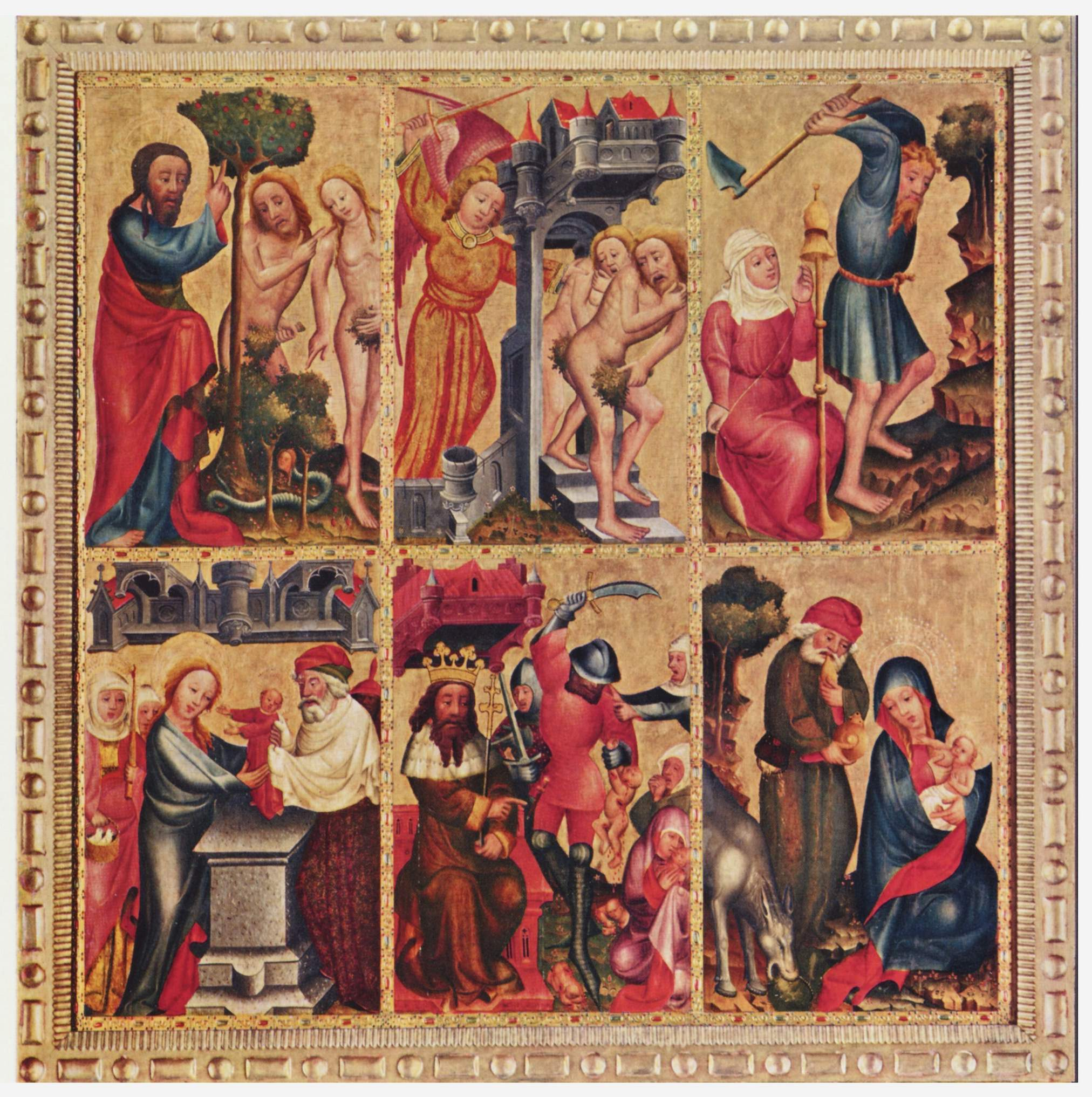
Vierte Tafel

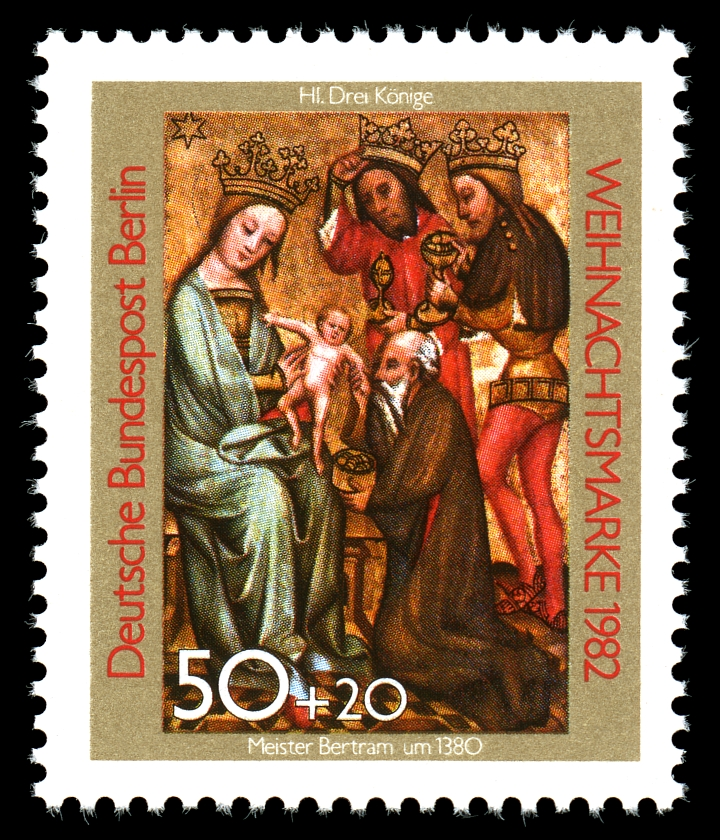
„Anbetung der Könige“, Detail des Altars von Meister Bertram, auf einer Briefmarke von 1982

In der heutigen Präsentation der Hamburger Kunsthalle sind die Tafelseiten voneinander getrennt, so dass man alle Seiten der Tafeln zugleich betrachten kann. Dafür hat man die Gemälde von den Innenflügeln abgespalten.
Die erste Öffnung zeigt auf den gemalten Tafeln den berühmten, ikonographisch sehr reichen Bilderzyklus der Schöpfungsgeschichte, die Geschichte der Patriarchen des Alten Testamentes und die Kindheit Christi.

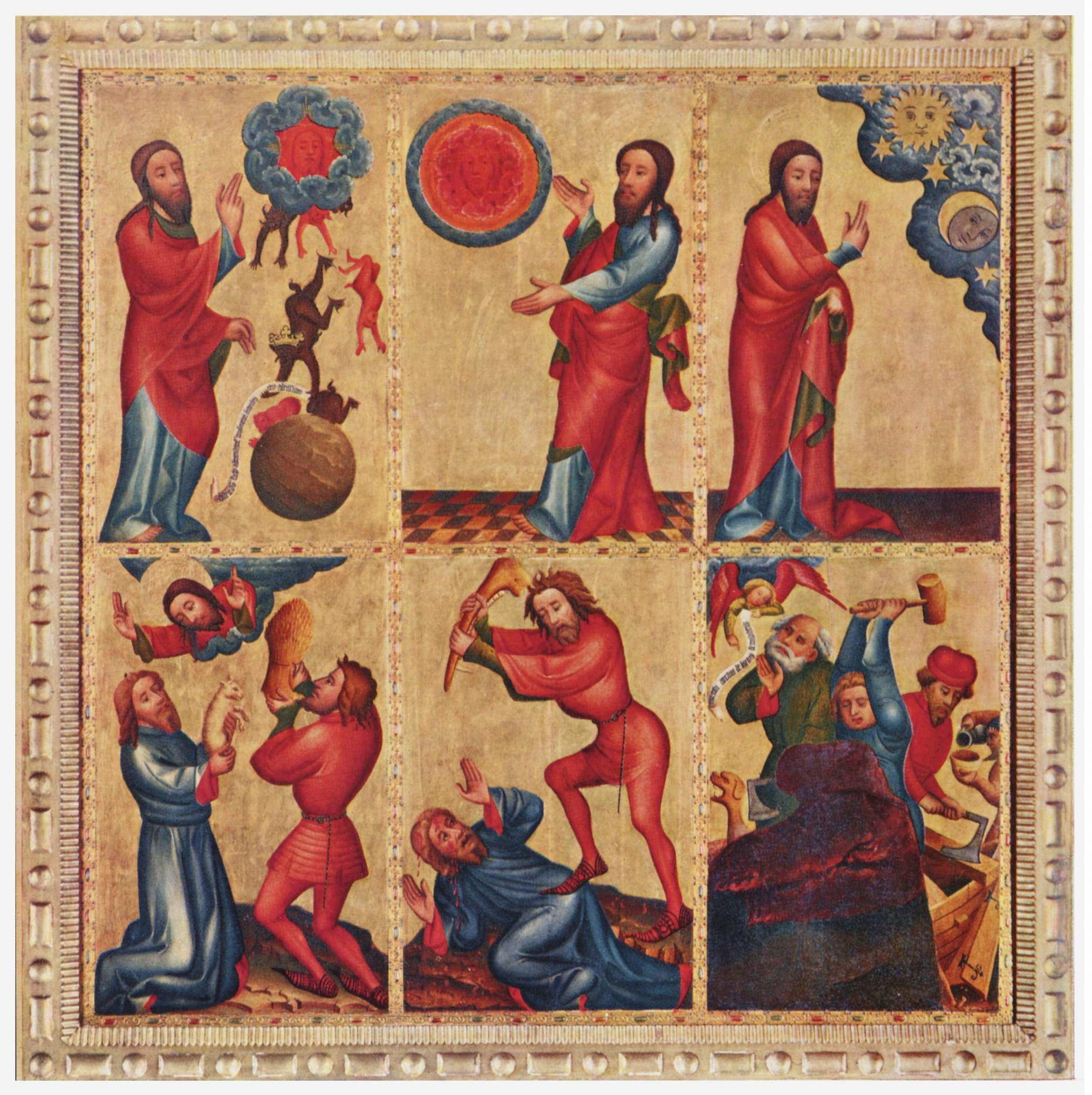
Erste Tafel

Oberes Register: 
1. Licht und Finsternis, Engelssturz
2. Scheidung der Wasser
3. Erschaffung der Gestirne
4. Erschaffung der Pflanzen
5. Erschaffung der Tiere
6. Erschaffung Adams
7. Erschaffung Evas
8. Baum der Erkenntnis
9. Sündenfall
10. Gott ermahnt Adam und Eva
11. Vertreibung aus dem Paradies
12. Die Arbeit der Ureltern

Unteres Register
1. Opfer Kains und Abels
2. Kain ermordet Abel
3. Noah baut die Arche
4. Abraham opfert Isaak
5. Isaak verweigert Esau den Segen
6. Isaak segnet Jakob
7. Verkündigung an Maria
8. Geburt Christi
9. Anbetung der Heiligen Drei Könige
10. Darbringung im Tempel
11. Bethlehemitischer Kindermord
12. Flucht nach Ägypten

### Der geöffnete Altar
Lediglich die Kreuzigungsgruppe in der Mitte geht über die volle Höhe des Schreins, sonst ist der Altar in zwei Register eingeteilt. Sie sind mit einer Folge von stehenden Einzelfiguren versehen, die von Baldachinen auf Strebepfeilern bekrönt werden. Der Mittelschrein zeigt in jedem Geschoss je fünf Figuren links und rechts der Mittelgruppe, also insgesamt 20 Figuren. Die Flügel haben jeweils sechs Figuren pro Geschoss, also zusammen 24 Figuren. Die Predella weist zwölf Sitzfiguren auf. Insgesamt hat der Altar also 56 Figuren plus die drei Figuren der Kreuzigungsgruppe. Dazu kommen die 20 Halbfiguren-Büsten in der oberen Maßwerkbalustrade.
Oberes Register:
Links:
1. Ursula von Köln
2. Gereon von Köln
3. Caspar
4. Melchior
5. Balthasar
6. Maria Magdalena
7. Apollonia von Alexandria
8. Agatha von Catania
9. Agnes von Rom
10. Cäcilia von Rom
11. Christina

Rechts:
1. Dorothea (Heilige)
2. Margareta von Antiochia
3. Katharina von Alexandrien
4. Barbara von Nikomedien
5. Gertrud von Nivelles
6. Elisabeth von Thüringen
7. Erzengel Michael
8. Stephanus
9. Erasmus von Antiochia
10. Laurentius von Rom
11. Prophet Micha

Unteres Register
Links:
1. Prophet Hosea
2. Prophet Daniel
3. Prophet Ezechiel
4. Prophet Jesaja
5. Prophet Jeremia
6. Thomas (Apostel)
7. Bartholomäus (Apostel)
8. Jakobus, Sohn des Alphäus
9. Johannes (Apostel)
10. Andreas (Apostel)
11. Simon Petrus

Rechts:
1. Paulus von Tarsus
2. Jakobus der Ältere
3. Matthias
4. Philippus
5. Matthäus (Evangelist)
6. Simon Zelotes
7. Judas Thaddäus
8. Prophet Joel
9. Prophet Amos
10. Prophet Obadja
11. Prophet Jona

Predella:
1. Origenes: Oboedentia est janua celestis regni – Gehorsam ist das Tor zum Himmelreich
2. Ambrosius von Mailand: Nescimus quo fine (claudemur) in hoc exilio – Wir wissen nicht, zu welchem Ende wir in dieser Verbannung sind.
3. Augustinus von Hippo: Habe (caritatem) et fac omnia quae vis: Liebe, und dann tu was du willst
4. Hieronymus (Kirchenvater): Cui(que) dolori remedium est patientia – Geduld ist das Heilmittel für jeden Schmerz
5. Gregor der Große: (Gratia non) negligit quos possidet – Die Gnade verlässt die nicht, die sie besitzt (Bedeutung: Wer in der Gnade ist, wächst auch in ihr.)
6. Engel
7. Maria
8. Johannes der Täufer: Facite fructum dignum penitentiae – Bringt Früchte, die der Buße würdig sind
9. Dionysius von Alexandria: Verus deus inter deos non est demonstratus – Der wahre Gott ist unter Göttern nicht bewiesen
10. Johannes Chrysostomos: Necesse est ut (scientiam?) habeat humana cum tractantur divina – Man muss die menschliche (Weisheit?) besitzen, wenn vom Göttlichen gehandelt wird
11. Bernhard von Clairvaux:  Quasi de facie colubri fuge peccatum – Wie den Anblick der Schlange fliehe die Sünde
12. Benedikt von Nursia: (Convertite) linguas vestras atque mores – Bekehrt Eure Reden und Sitten

Obere Leiste:
Links:
1. Joel
2. Amos
3. Jona
4. Obadja
5. Micha
6. Kluge Jungfrau
7. Kluge Jungfrau
8. Kluge Jungfrau
9. Kluge Jungfrau
10. Kluge Jungfrau

Rechts:
1. Törichte Jungfrau
2. Törichte Jungfrau
3. Törichte Jungfrau
4. Törichte Jungfrau
5. Törichte Jungfrau
6. Hosea
7. Daniel
8. Ezechiel
9. Jeremia
10. Jesaja

## Veränderungen
Die Reihenfolge der Figuren ist im Laufe der Zeit mehr als einmal verändert worden. Einige Skulpturen entstammen dem 16. Jahrhundert. Zur Rekonstruktion der heutigen Reihenfolge dienten die auf der Rückseite aller Figuren (außer der Hl. Ursula, einer Figur des 16. Jahrhunderts) eingeschnitzten Ziffern II-XXXXIV, denen die jetzige Präsentation des Altares folgt. Doch ist nicht sicher, dass diese Ziffern bereits bei der Herstellung des Altares eingeschnitzt wurden. Möglicherweise standen die weiblichen Figuren ursprünglich im unteren Register, die Apostel oben. Schwierigkeiten bereitet die Christusfigur am Kreuz, es könnte sich um einen älteren Corpus des späten 13. Jahrhunderts handeln, der in den Altar integriert wurde, wobei Überarbeitungen vorgenommen wurden. Während viele Forscher annehmen, dass dies unter Meister Bertram geschah, sehen andere (Christian Beutler) darin eine Änderung des Altars in nachreformatorischer Zeit. Jedenfalls ist der geschnitzte Kalvarienberg, auf dem das Kreuz steht, im 16. Jahrhundert ergänzt worden. Demnach habe sich im Zentrum des Altars ursprünglich eine Darstellung einer allegorischen mystischen Hochzeit befunden, wofür Vergleichsbeispiele in der spätgotischen Altarkunst (Altäre von Marienstatt und Oberwesel) angeführt werden. Allerdings lassen sich auch zahlreiche Altäre mit zentraler Kreuzigungsgruppe anführen. Das Kreuz war möglicherweise von Anfang an für die liturgische Verehrung am Karfreitag herausnehmbar.
Was auf die Außenflügel ursprünglich gemalt war, ist unbekannt. Vermutet werden Darstellungen der Apostel Petrus und Paulus.

## Stifter
Als Stifter des Altars gelten Bertrammus Horborch, der zwischen 1366 und 1396 Bürgermeister von Hamburg war, und sein Bruder, der Theologieprofessor Wilhelm Horborch. Die Brüder entstammten einer alten Hamburger Ratsherrenfamilie. Schon der Vater der beiden war Bürgermeister gewesen. Bertrammus Horborch kümmerte sich jahrzehntelang um den Neu- und Ausbau der ersten Pfarrkirche der Bürgerschaft. Die Hamburger Bürgermeister nannten sich auch noch später „Patrone von St. Petri“.
Der Theologe Wilhelm Horborch gehörte dem Domkapitel des Hamburger Mariendomes an. Er hatte in Paris Theologie studiert und betrieb Politik im Interesse der Stadt Hamburg beim Papst in Avignon. 1361 ernannte ihn Papst Innozenz VI. zum päpstlichen Nuntius und Kollektor in der Erzdiözese Bremen sowie in den Bistümern Verden und Kammin. Ein Jahr später erreichte er beim Papst einen päpstlichen Schutzbrief an die Hamburger Bevölkerung, um den Strandraub einzudämmen. 1367 erlangte Horborch an der Universität Bologna die Doktorwürde, schließlich erwarb er sich einen internationalen Ruf als Rechtsgelehrter. 1384, ein Jahr nach der Aufstellung des Hochaltars, verstarb er in Rom.
Da die Kirche im 14. Jahrhundert den Aposteln Petrus und Paulus geweiht worden war, müssen im Altarblock auch Reliquien der beiden Apostel aufbewahrt gewesen sein.

## Veränderungen
Mit der Einführung der Reformation verlor die Heiligenverehrung an Bedeutung. 1556 verkaufte die nunmehr protestantische Gemeinde St. Petri die Silberstatuen der Apostel.
1595 ließ Johannes Schellhammer (1540–1620), aus Thüringen stammender Pastor der Gemeinde, die beiden Außenflügel des von Meister Bertram geschaffenen Altars abmontieren. Im gleichen Jahr wurden sie dem aus den Niederlanden stammenden Maler Aegidius Coignet zur Verfügung gestellt, der auf Bertrams gotische Gemälde Bilder im Stil der Zeit malte. Coignet war aus religiösen Gründen aus seiner Heimat geflohen. Eine der von ihm übermalten Tafeln war in die Kirche St. Jakobi gelangt, wo sie 1866 der Stadtarchivar Dr. Lappenberg entdeckte. Durch dessen Publikation über den Fund konnte Alfred Lichtwark Bertrams Werk in Grabow wieder ausfindig machen. In Lappenbergs Veröffentlichung stand, dass auf dem barocken Gemälde noch Goldgrund sowie eine nackte Rückenfigur mit Sonne, Mond und Sternen zu erkennen seien.
1596 erneuerte Jost Rogge die Kreuzigungsszene im Zentrum des Altars. Der Golgatha-Hügel ist deshalb heute auf der Altarrückseite mit Rogges Initialen "I.R." und der Jahreszahl "1596" signiert. Beutler nimmt sogar an, dass es sich bei der Kreuzigung gar nicht um die Originalszene aus der Entstehungszeit handelt. Stattdessen soll ursprünglich die Darstellung von Maria und Jesus im Zentrum des Altars gestanden haben. Diese Annahme wird von anderen Kunsthistorikern bezweifelt. Letztlich gibt es über die zentrale Originalszene keinerlei Gewissheit.

## Bedeutung
Der Grabower Altar ist vor allem für den ausführlichen Schöpfungszyklus berühmt. Eine derartige Ikonographie ist bei mittelalterlichen Altären einzigartig. Sie erinnert in ihrer umfassenden theologischen Programmatik an die großen Portale der gotischen Kathedralen Frankreichs. Vorlagen könnte Meister Bertram in der Buchmalerei gefunden haben. In dem Gemäldezyklus werden die Schöpfung und die alttestamentliche Geschichte nahtlos mit der Menschwerdung Gottes in Christus verknüpft. Dadurch wird die „Heilsgeschichte“, die konsequente Folge von Schöpfung, Sündenfall und Erlösung, deutlich gemacht. Die Geburt Jesu Christi ist eingeordnet in einen umfassenden Heilsplan Gottes.